# Pareurystheus tzvetkovae
Pareurystheus tzvetkovae is een vlokreeftensoort uit de familie van de Corophiidae. De wetenschappelijke naam van de soort is voor het eerst geldig gepubliceerd in 1983 door Conlan.